# American Idol (сезон 8)
Восьмой сезон известного музыкального телешоу American Idol проходил с 13 января по 20 мая 2009 года. Судьями сезона были Саймон Ковелл, Пола Абдул и Рэнди Джексон, участвовавшие во всех предыдущих сезонах и Кара Диогарди, введённая впервые в качестве 4-й судьи. Победителем восьмого сезона стал Крис Аллен, финалистом — Адам Ламберт. При финальном голосовании было получено 100 миллионов голосов, что стало рекордным количеством за историю American Idol (в шоу не ограничено количество голосований для зрителей, поэтому они могут голосовать по нескольку раз).
Восьмой сезон стал последний, в котором участвовала Пола Абдул.

## Финалисты
1. Крис Аллен
2. Адам Ламберт
3. Дэнни Гоуки
4. Эллисон Ираэта
5. Мэтт Жиро
6. Ануп Десаи
7. Лил Раундз
8. Скотт МакИнтайр
9. Меган Джой
10. Майкл Сарвер
11. Алексис Грэйс
12. Хорхе Нунец
13. Джасмин Мюррей